# Antillocladius venequatoriensis
Antillocladius venequatoriensis är en tvåvingeart som beskrevs av Mendes, Andersen och Ole Anton Saether 2004. Antillocladius venequatoriensis ingår i släktet Antillocladius och familjen fjädermyggor.
Artens utbredningsområde är Venezuela. Inga underarter finns listade i Catalogue of Life.